# 1人医長
1人医長（ひとりいちょう）とは、診療科に所属する医師が1人しかいない状態を指す俗称。
この状況は、特に地方の病院や専門性の高い診療科で多く見られ、医師の地域偏在や人手不足が背景にある。24時間体制での勤務やオンコール対応など、1人で診療科を担うため、心身ともに負担が大きい。特に外科的処置を要する診療科では、複数の医師で対応する場合に比べ不測の事態への対応が困難となる。